# خطر زیست‌فناوری
احتمال مخاطرات در زیست‌فناوری (به انگلیسی: Biotechnology risk) نوعی مخاطره احتمالی است که می‌تواند از برخی منابع زیستی مثل عوامل زیستی دستورزی‌شده ژنتیکی ناشی شده باشد. این مخاطرات احتمالی می‌توانند به صورت عمدی (در قالب بیوتروریسم / سلاح‌های زیستی) یا غیرعمدی (از طریق انتشار اتفاقی ویروس‌های مهندسی شده) به وجود آمده باشد. باید توجه داشت که برخی از این مخاطرات احتمالی تنها زاییده تفکرات و القائات دستگاه‌های اطلاعاتی بیگانه به منظور تخریب وجهه طرف مقابل بوده (نظیر اتهام کی.جی.بی. به ایالات متحده مبنی بر تولید ویروس نقص ایمنی اکتسابی یا ایدز، یا اتهام ساخت ویروس کووید ۱۹ توسط دستگاه‌های اطلاعاتی آمریکایی به چین) یا اینکه فناوری‌هراسان از آنها برای ترساندن مردم کشورهای جهان سوم از فناوری جدید زیستی استفاده می‌کنند (که به منع یا اعمال محدودیت شدید در پژوهش و استفاده از این فناوری حیاتی مهم در جهان سوم منجر شده) و فناوری زیستی را در انحصار کشورهای خاصی قرار می‌دهد. با این وجود، شناخت این‌گونه چالش‌ها و اتخاذ روش‌هایی برای مدیریت این مخاطرات احتمالی می‌تواند و باید به یک موضوع پژوهشی مهم تبدیل شود. به هر ترتیب، امروزه علاوه بر مخاطرات احتمالی ویروس‌های بیماری‌زای مورد استفاده در سلاح‌های بیولوژیک، فناوری‌های جدیدی مانند CRISPR و درایوهای ژنی (gene drives) نیز به فهرست این مخاطرات احتمالی افزوده شده‌اند.
در حالی که امکان مهندسی هدفمند پاتوژن‌ها به آزمایشگاه‌های تخصصی با مدیریت پژوهشگران برتر محدود شده‌است، فناوری‌های لازم برای رسیدن به این توانایی به سرعت در حال ارزان و فراگیر شدن هستند. کاهش هزینه توالی‌یابی ژنوم انسان و موجودات زنده دیگر، افزایش اطلاعات بانک‌های داده‌های ژنتیکی، و کشف روش‌هایی مانند ژن درایو (gene drives) و CRISPR از این قبیلند. شایان ذکر است که در کنار این پیشرفت‌ها، قوانین و مقررات جهانی مبتنی بر روش‌های علمی متعددی برای شناسایی اثربخشی (نفع یا سود) و پیامدهای احتمالی این فناوری‌ها، و نیز روش‌هایی برای ارزیابی این مخاطرات و مدیریت مخاطرات احتمالی به وجود آمده که ضمن اطمینان‌بخشی به عامه مردم، امکان استفاده مؤثر و کامل از این فناوری‌ها در جهت بهبود کیفیت زندگی انسان را فراهم می‌آورد.

## جهش‌های به دست آوردن عملکرد
پژوهش
این امکان وجود دارد که پاتوژن‌ها به صورت عمدی یا غیرعمدی به منظور تغییر ویژگی‌هایشان از جمله شدت سرایت و شدت بیماری‌زایی از نظر ژنتیکی تغییر داده شوند (مثلاً برای تولید سلاح‌های بیولوژیک توسط کشورهای غربی). جهش‌هایی نیز در توسعه این سلاح‌های زیستی استفاده شده‌اند که کاربرد دوگانه دارند؛ بنابراین در رابطه با این جهش‌ها همواره نگرانی‌هایی وجود دارد. بیشتر این نگرانی‌ها در رابطه با جهش‌های به دست آوردن عملکرد است که باعث افزایش عملکرد یا عملکرد جدید عوامل بیماری‌زا به همراه خطر گسترش یافتن آن‌ها است.
در سال ۲۰۱۴، ایالات متحده دستور توقف پژوهش‌های از نوع به دست آوردن عملکرد(gain of function) بر روی ویروس‌های بیماری‌های آنفلوآنزا، MERS، و SARS را صادر کرد. چرا که این عوامل بیماری‌زا از طریق هوا نیز قابل انتقال بودند. با این حال، بسیاری از دانشمندان مخالف این توقف بودند، با این استدلال که توانایی توسعه درمان‌های ضد ویروسی محدود می‌شود. این دانشمندان معتقد بودند که جهش‌های به دست آوردن عملکرد همچون وارد کردن ویروس MERS به موش‌های آزمایشگاهی برای مطالعه بیشتر ویروس و یافتن روش‌هایی برای مدیریت مخاطرات احتمالی ناشی از همه‌گیری این ویروس در جوامع انسانی ضروری است.
هیئت مشورتی ملی علوم نیز قوانینی برای امنیت زیستی طرح‌های پژوهشی در زمینه جهش‌های به دست آوردن عملکرد مقرر کرده‌است. این قوانین چگونگی ارزیابی خطرات، اقدامات ایمنی و منافع بالقوه در تحقیقات را بیان کرده‌است.

## کریسپر CRISPR
با پیشرفت‌های سریع در ویرایش ژنوم با تکنیک CRISPR، اجلاسی بین‌المللی در دسامبر ۲۰۱۵ اعلام کرد که تا زمانیکه ایمنی و کارایی این فناوری در ژن‌های انسان معلوم نشود ویرایش ژن در انسان «غیر مسئولانه» است. یکی از مکانیسم‌های CRISPR که می‌تواند مخاطرات قابل ملاحظه‌ای داشته باشد، درایوهای ژنی(gene drive) است. درایو ژن، روشی است که بر اساس آن امکان گسترش سریع یک ژن خاص در جمعیت یک گونه فراهم می‌شود. به عنوان مثال از طریق این فناوری می‌توان یک ژن نابودکننده پشه را در بدن پشه‌های ماده مستقر کرد. این فناوری باعث می‌شود که ژن تغییریافته نه با روش توارث مندلی، بلکه با سرعتی بسیار بیشتر در آن جمعیت، غلبه پیدا کند و فقط در طی چند نسل در تمام آن جمعیت پخش گردد؛ یعنی درایوهای ژنی (gene drive) فناوری نسبتاً جدیدی است که دارای پتانسیل پراکنش سریع ژن درون جمعیت‌های طبیعی است؛ بنابراین، گفته می‌شود که این تکنیک دارای پتانسیلی برای «تحول» مدیریت اکوسیستم است. این تکنیک پتانسیل گسترش سریع ژن‌های مقاومت در برابر مالاریا به منظور رد انگل مالاریا (پلاسمودیوم فالسیپاروم) را دارند و به همین منظور با موفقیت مورد استفاده قرار گرفته‌است. فناوری درایو ژنی در ژانویه ۲۰۱۵ توسط Ethan Bier و Valentino Gatz و پس از کشف روش CRISPR-Cas9 امکان‌پذیر گشت.